# فا سوكثورن
فا سوكثورن (14 يوليو 1987 في فرنسا - ) هو لاعب كرة قدم كمبودي في مركز الهجوم. شارك مع منتخب كمبوديا لكرة القدم. أما مع النوادي، فقد لعب مع بنوم بنه كراون وFC Montceau Bourgogne ‏ وChambéry SF ‏.

## وصلات خارجية
- فا سوكثورن على موقع قاعدة بيانات كرة القدم.إي يو (الإنجليزية)
- فا سوكثورن على موقع ناشيونال فوتبول تيمز (الإنجليزية)
- فا سوكثورن على موقع Soccerway.com (الإنجليزية)